# Le Miroir (film, 1910)
Pour les articles homonymes, voir Le Miroir.
Le Miroir est un film muet français réalisé par Louis Feuillade sorti en 1910.

## Fiche technique
- Réalisation et scénario : Louis Feuillade
- Société de production : Société des Établissements L. Gaumont
- Pays : France
- Format : Muet - Noir et blanc
- Durée : 4 minutes  (court metrage)
- Date de sortie : 
  -  France - 1910

## Distribution
- Alice Tissot
- Georgette Faraboni